# القصر المربع الشكل الذي لازال بابه واقفا.
القصر المربع الشكل الذي لازال بابه واقفا  هو معلم أثري تونسي مصنف من قبل المعهد الوطني للتراث يقع في ولاية القيروان في الوسط الغربي التونسي، تحديد في مدينة سيدي عمارة تم تصنيف المعلم في يوم 26 يناير 1893 .

## مقالات ذات صلة
- قائمة المعالم الأثرية المصنفة في تونس